# أورلاندو سانشيز
أورلاندو سانشيز (26 مايو 1988 بناغوا في جمهورية الدومينيكان - ) هو لاعب كرة سلة دومينيكاني في مركز هجوم صغير الجسم. لعب مع ويستتشستر نيكس.

## وصلات خارجية
- أورلاندو سانشيز على موقع الاتحاد الدولي لكرة السلة (الإنجليزية)
- أورلاندو سانشيز على موقع دوري كرة السلة الياباني للمحترفين (اليابانية)
- أورلاندو سانشيز على موقع سبورتس رفرنس (الإنجليزية)
- أورلاندو سانشيز على موقع كرة السلة الأوروبية.كوم (الإنجليزية)
- أورلاندو سانشيز على موقع كلية كرة السلة في سبورتس رفرنس.كوم (الإنجليزية)
- أورلاندو سانشيز على موقع ريلجم (الإنجليزية)
- أورلاندو سانشيز على موقع بروبوليرز (الإنجليزية)
- أورلاندو سانشيز على موقع سبورتس رفرنس (الإنجليزية)
- أورلاندو سانشيز على موقع سبورتس رفرنس (الإنجليزية)